# Liste des collèges dans le Loiret

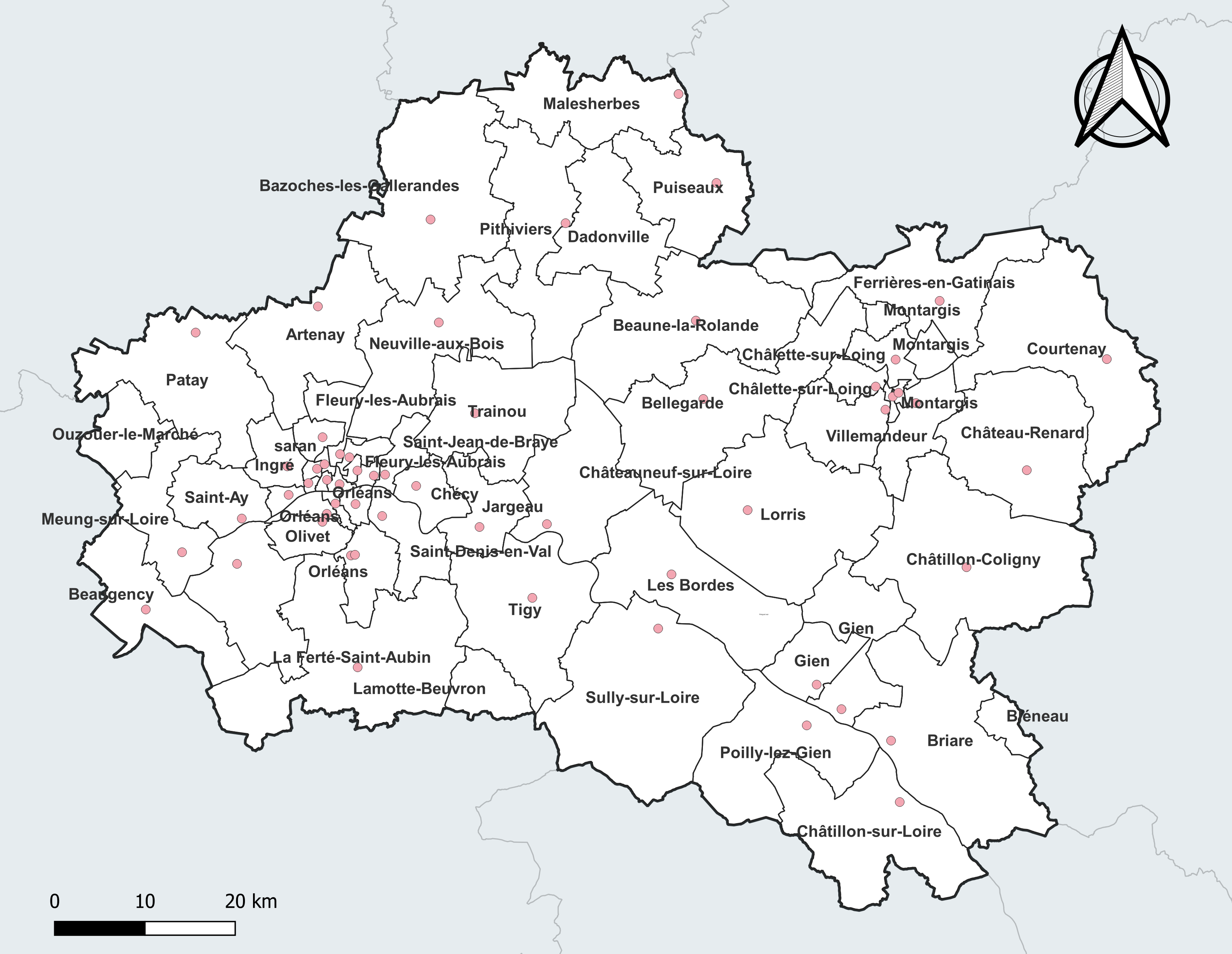
Sectorisation en 2023 des 58 collèges publics du Loiret et des 3 localisés hors département (Bléneau, Lamotte-Beuvron et Ouzouer-le-Marché).

Dans le Loiret, 72 collèges accueillent les élèves pour le cycle d’études du second degré du système éducatif français, dans la fourchette d'âge de 11-12 ans (en sixième) à 14-15 ans (en troisième). 58 établissements relèvent du secteur public et 14 du secteur privé. Par ailleurs 3 collèges situés hors département accueillent des élèves habitant en limite des départements de l'Yonne et de Loir-et-Cher.
Si la scolarité  est gratuite à partir de 1881 et obligatoire jusqu'à 13 ans à partir de 1882 puis jusqu’à 14 ans en 1936, les quelques collèges existants, comme le collège d’Orléans, sont alors encore réservés à une minorité. Ce sont les réformes Berthoin (1959), prolongeant la fin de la scolarité obligatoire à 16 ans, et Fouchet-Capelle (1963), créant les collèges d’enseignement secondaire, qui gonflent les effectifs scolarisables en deuxième cycle et conduisent à un besoin massif de construction de collèges. Dans le Loiret, une trentaine de collèges sont ainsi construits dans les années 1960 sous la forme de bâtiments modulaires préfabriqués  de types structures métalliques ou mixtes, de type « Pailleron », dans le cadre du programme national « un collège par jour ». Ils seront remplacés ultérieurement du fait de leur dangerosité.
La décentralisation marque un tournant majeur : le conseil général du Loiret devient compétent pour la construction des collèges dans le département du Loiret en 1983 et pour leur entretien en 2004, avec notamment le transfert des personnels TOS. Le département lance alors d’importants programmes d’investissement pour la construction de collèges. Pour gagner du temps, la collectivité a recours aux contrats de partenariat public-privé, une possibilité offerte par l’ordonnance du 17 juin 2004, et est à ce titre la première collectivité territoriale en France à utiliser cette procédure. Le collège de Villemandeur est le premier construit sous cette forme, le contrat comprenant à la fois la construction, mais aussi tous les services connexes associés (entretien, restauration) pour une période de 20 ans.
Les collèges ont une capacité de moyenne de 600 élèves. Le plus important est le collège public Denis Poisson de Pithiviers qui peut accueillir 1 100 élèves. Certains offrent des dispositifs spécifiques : 8 disposent d’un internat, 50 ont un dispositif ULYS (accueil des handicapés), 17 ont une section SEGPA, 1 a une section internationale.

## Histoire

### Années 1960

#### Réformes Berthoin (1959) et Fouchet-Capelle (1963)
La réforme Berthoin en 1959 prolonge la fin de la scolarité obligatoire à 16 ans pour tous les élèves nés après 1953, cette mesure devant devenir générale en 1967. En 1963, la réforme Fouchet-Capelle de 1963 crée les collèges d’enseignement secondaire (CES), qui regroupent dans un même établissement des élèves jusqu’alors répartis entre les cours complémentaires, les lycées et les classes de fin d’études d’école primaire,.

#### Premiers collèges dans le Loiret (1960-1970)
Cette réforme conduit à un besoin important de construction de nouvelles classes. C’est alors la politique du « un collège par jour », conduite pendant plusieurs années, qui aboutit à la réalisation de milliers d'établissements de types bâtiments modulaires préfabriqués, à base de structures métalliques ou mixtes. Il aurait en effet été rigoureusement impossible de réaliser le volume de travaux qui s’avérait indispensable en appliquant les règles en vigueur jusqu’alors. Les délais d’étude et de travaux étaient très longs. Les consultations d’entreprises souvent infructueuses exigeaient de longues négociations. L’enveloppe budgétaire était souvent largement dépassée en fin de chantier. D’où le recours à ce mode construction modulaire qui va s’avérer catastrophique avec l’incendie du collège Édouard-Pailleron dans le 19ème arrondissement de Paris en 1973 provoquant la mort de 20 personnes. 28 collèges sont construits dans le Loiret entre 1960 et 1970. Ils seront remplacés progressivement dans les années suivantes,.

### Années 1970

#### Jargeau (1973)
À Jargeau deux classes préfabriquées totalisant 48 élèves avaient été installées aux abords du stade à la rentrée 1960. Le contexte est alors particulier : moins de la moitié de la classe d'âge du CM2 a accès au collège et beaucoup d’élèves partent travailler à la fin de la 5ème, lors de leur 14 ans. La prolongation de la scolarité à 16 ans l’assouplissement progressif des conditions d’admission en sixième font exploser le collège, et conduisent le département (agissant alors pour le compte de l'État) à construire un nouveau collège de 600 places en 1973. Ce nouveau collège présente la particularité d’être construit sur l’ancien emplacement du camp d’internement de Jargeau pendant la Seconde Guerre mondiale. Une plaque, inaugurée en décembre 1991, rappelle qu’entre 1941 et 1945, 1700 personnes y furent internées, dont 1200 Tsiganes,.

#### Réforme Haby (1975): le collège unique
La réforme du collège, présentée par René Haby et votée en juillet 1975 unifie les structures administratives et les structures pédagogiques. Les collèges d’enseignement secondaire et les collèges d’enseignement général deviennent des collèges, les anciennes filières qui organisaient l’enseignement sont supprimées. Mais, en 1981 le ministre de l'Éducation nationale de François Mitterrand, Alain Savary, écrit que « Le principe de l’hétérogénéité des classes, appliqué sans être assorti d’une authentique politique d’aide pédagogique aux élèves en difficulté et d’une formation adaptée des enseignants, a progressivement été vidé de son contenu ». Le collège unique est considéré comme un échec. La principale raison de cette mission est, pour le ministre, l’échec de la mise en œuvre d’un « collège unique » capable de réduire les inégalités sociales et de lutter contre l’échec scolaire.

### Années 1980-1990

#### Actes I de la décentralisation (1983): transfert de la construction des collèges aux départements
La loi du 2 mars 1982 annonce une nouvelle répartition des compétences entre l’État et les collectivités territoriales, dont les principes sont définis par les lois du 7 janvier et du 22 juillet 1983. « Dans la mesure du possible », chaque collectivité doit recevoir « en totalité » – en bloc – les compétences relatives aux domaines transférés. En ce qui concerne les bâtiments d’enseignement, par exemple, la répartition des compétences paraît claire : création, construction, équipement, entretien et fonctionnement des écoles aux communes, des collèges aux départements et des lycées aux régions, mais les personnels ouvrier d'entretien et de service, (TOS) restent du ressort de l'État. L’entrée en vigueur du transfert de compétences pour le département est le 1er janvier 1986.

#### Premiers collèges départementaux (1986-1995)
7 collèges sont construits par le conseil général du Loiret entre 1986 et 1995. Le premier collège de la décentralisation à être construit est le collège Jacques de Tristan à Cléry-Saint-André, avec une capacité de 300 places. En fait la décision de lancer cette construction est votée lors de la session des 26 et 27 juin 1985, soit 6 mois avant l’entrée en vigueur de la loi de transfert de compétences. Il est suivi par  le collège de la Forêt (Trainou), le collège Montabuzard (Ingré), le collège Jean Mermoz (Gien) et le collège de Tigy.
À Ingré, la pose de la première pierre du Collège Montabuzard a lieu le 27 novembre 1987 pour ouvrir en septembre 1988. Les préfabriqués de l'ancien collège de Bel-Air sont réaffectés aux associations de la commune.

#### Programme pluriannuel d’investissements (1996-2002)
Un important programme pluriannuel d'investissements (PPI) dans les collèges est lancé par le département en 1996. Il couvre la période de 1996 à 2002 et comprend la reconstruction ou restructuration des 17 établissements à ossature métallique du département.
| Nom du collège                        | Commune                 | Capacité             | Coût prévisionnel | Période de construction |
| ------------------------------------- | ----------------------- | -------------------- | ----------------- | ----------------------- |
| Collège Montjoie                      | Saran                   | 500                  | 32 MF             | 1996-1997               |
| Collège Jean Mermoz                   | Gien                    | 500 (extensible 600) | 36 MF             | 1997-1998               |
| Collège Alain-Fournier                | Orléans                 | 600                  | 41 MF             | 1997-1998               |
| Collège Condorcet                     | Fleury-les-Aubrais      | 900                  | 35 MF             | 1997-1998               |
| Collège Robert Schumann               | Amilly                  | 1000                 | 40 MF             | 1998-1999               |
| Collège Geneviève de Gaulle-Anthonioz | Les Bordes              | 400                  | 34 MF             | 1998-1999               |
| Collège Paul Éluard                   | Châlette-sur-Loing      | 800                  | 35 MF             | 1998-1999               |
| Collège Le Grand Clos                 | Montargis               | 600                  | 30 MF             | 1999-2000               |
| Collège Charles Rivière               | Olivet                  | 650                  | 33 MF             | 1999-2000               |
| Collège Frédéric Bazille              | Beaune-la-Rolande       | 500                  | 25 MF             | 1999-2000               |
| Collège Maximilien de Sully           | Sully-sur-Loire         | 750                  | 40 MF             | 1999-2000               |
| Collège Antoine de Saint-Exupéry      | Saint-Jean-de-Braye     | 500                  | 30 MF             | 2000-2001               |
| Collège Max Jacob                     | Saint-Jean-de-la-Ruelle | 500                  | 30 MF             | 2000-2001               |
| Collège Étienne Dolet                 | Orléans                 | 600                  | 33 MF             | 2000-2001               |
| Collège Jean Dunois                   | Orléans                 | 700                  | 10 MF             | 2001-2002               |
| Collège Alfred de Musset              | Patay                   | 500                  | 30 MF             | 2001-2002               |
| Collège Léon Delagrange               | Neuville-aux-Bois       | 600/700              | 33 MF             | 2001-2002               |

### Années 2000-2010

#### Actes II de la décentralisation: transfert de personnels d’entretien des collèges
La loi n° 2004-809 du 13 août 2004 relative aux libertés et aux responsabilités locales prévoit le transfert des personnels techniciens, ouvriers et de service (TOS) aux départements et aux régions, d'une part, et celui des personnels des directions départementales de l'Equipement (DDE) aux départements d'autre part.

#### Villemandeur:  Premier partenariat public privé en France pour la construction et le fonctionnement d'un collège (lancement en 2006)
Le contrat de partenariat public-privé, encadré par l’ordonnance du 17 juin 2004, permet à une collectivité publique de confier à une entreprise le soin de financer, concevoir, construire, maintenir et gérer des ouvrages ou des équipements publics concourant aux missions de service public de l'administration, dans un cadre de longue durée et contre un paiement effectué par la personne publique et étalé dans le temps, sous la forme d’une redevance annuelle. Il a pour but d'optimiser les performances respectives des secteurs public et privé pour réaliser dans les meilleurs délais et conditions les projets qui présentent un caractère d'urgence ou de complexité. Le Conseil général du Loiret a recours à la formule du « PPP » pour la construction d’un nouveau collège à Villemandeur en 2006, parce que celle-ci avait pris du retard, notamment dans l’acquisition de terrains d’assiette. Du fait que la collectivité est désormais compétente en matière d’entretien et de services, elle peut associer construction des collèges et services associés (entretien, restauration, etc.). Il s’agit alors d’une première en France.
Sogea Nord-Ouest, filiale de Vinci Construction, associée à Auxifip (groupe Crédit Agricole), est retenue en 2006 pour ce PPP qui comprend le financement, la construction et la maintenance d’un nouveau collège situé à  Villemandeur (Loiret), qui accueillera 550 élèves, dont 40 internes. Sogea Nord-Ouest assurera les prestations d’entretien, de maintenance et d’exploitation de l’établissement, ainsi que diverses prestations de services, dont le gardiennage, le nettoyage des locaux, la gestion des déchets, l’entretien des espaces verts et la gestion des fluides, pendant une durée de 10 ans. Toutefois, à la suite d'un recours, le tribunal administratif d’Orléans annule le 29 avril 2008 ce contrat, en s’appuyant sur une conception stricte et objective de l’urgence dans laquelle n’entrait pas le cas de ce collège,. Mais la Cour administrative d'appel de Nantes infirme, neuf mois plus tard, dans un arrêt du 23 janvier 2009, le jugement du tribunal administratif d'Orléans,.

#### Une nouvelle variante de PPP pour deux collèges (signature en 2012)
Un nouveau contrat de partenariat est signé en 2012. Il réunit le groupe Auxifip, filiale du Crédit agricole, le Conseil général et la mairie de Meung-sur-Loire, alors que tous les PPP conclus jusqu’à présent n’impliquaient qu’une seule collectivité. Il porte sur la construction, pour la rentrée 2013, de deux collèges, à Meung-sur-Loire et Saint-Ay, et d’une salle polyvalente à Meung-sur-Loire, le tout pour un montant de plus de 45 millions d’euros, et leur exploitation pour une durée de 20 ans. C’est la première fois en France que deux collectivités s’associent pour mandater un prestataire dans le cadre d’un contrat de partenariat,,.

#### 5 nouveaux collèges en PPP (lancement en 2012)
En 2010, le Département lance le Projet Cinq collèges (P5C) réalisé dans le cadre d’un partenariat public-privé (PPP) pour la réalisation des collèges de Traînou, Château-Renard, Bazoches-les-Gallerandes, Chécy et Ferrières-en-Gâtinais. Dans le cadre de ce contrat, le département met en place une démarche visant à promouvoir l’emploi des personnes en insertion en exigeant dans le contrat 45 000 heures de travail réservées aux personnes en difficulté. Par ailleurs le contractant doit recourir à au moins 48 % de petites et moyennes entreprises. Un chiffre qui s’avèrera dépassé, avec 54 % de PME dont 72 % d’entreprises loirétaines,. Les dossiers sont validés le 23 janvier 2012, malgré l'opposition d'élus socialistes et écologistes qui dénonce en effet dans le PPP « une privatisation durable et sans retour possible », « un désaveu terrible pour les personnels du conseil général» et une procédure destinée aux « seuls grands groupes de BTP qui peuvent répondre à ces projets pharaoniques ».

## Dispositifs spécifiques

### Internats
8 collèges disposent d'un internat : 
- 2 dans le public : Lucie Aubrac (Villemandeur), Jean Rostand (Orléans) ;
- 6 dans le privé : Saint-Paul Bourdon Blanc (Orléans), Maîtrise Notre-Dame (Meung-sur-Loire), Maîtrise Notre-Dame (Beaugency), Saint-Louis (Montargis), Saint-François de Salles (Gien), les Roseaux (Montargis).

### Dispositifs ULIS
Les unités localisées pour l'inclusion scolaire (ULIS) sont des dispositifs qui permettent la scolarisation d'élèves en situation de handicap (reconnu par la Maison départementale des personnes handicapées ou MDPH) au sein d'établissements scolaires ordinaires. Dans le Loiret, 50 collèges sur les 72 disposent d’une ULYS, 48 sur les 58 collèges publics et 2 sur les 12 collèges privés.

### Dispositifs SEGPA
Certains collèges disposent de  sections d'enseignement général et professionnel adapté (SEGPA), destinées à accueillir les élèves de l’école élémentaire et du collège présentant des « difficultés graves et persistantes ». L'orientation vers ce type de cursus s'effectue en saisissant la Commission départementale d'orientation vers les enseignements Adaptés (CDOEA) du Second degré du Loiret. La plupart des élèves ont vocation à continuer une formation en lycée professionnel ou en centre de formation d'apprentis (CFA). Dans le Loiret, 17 collèges ont une SEGPA, 14 en collèges publics et 3 en collèges privés.

### Réseaux d'éducation prioritaire REP et REP +
La politique d'éducation prioritaire vise à réduire les écarts de réussite entre les élèves scolarisés en éducation prioritaire et ceux qui ne le sont pas. Deux types de réseaux sont identifiés : les REP+ qui concernent les quartiers ou les secteurs isolés connaissant les plus grandes concentrations de difficultés sociales ayant des incidences fortes sur la réussite scolaire et les REP plus mixtes socialement mais rencontrant des difficultés sociales plus significatives que celles des collèges et écoles situés hors de l'éducation prioritaire. Le label permet aux établissements concernés de bénéficier de ressources spécifiques.
À la rentrée 2022, 1 092 réseaux composent la carte de l'éducation prioritaire. Dans le Loiret : 
- 6 sont en REP : Paul Éluard (Chalette-sur-Loing), Jean Mermoz (Gien), Le Grand Clos (Montargis), Alain Fournier (Orléans), Montesquieu (Orléans) et Max Jacob (Saint-Jean-de-la-Ruelle) ;
- 2 en REP+ : Jean Rostand (Orléans) et André Malraux (Saint-Jean-de-la-Ruelle).

L’éducation nationale a été contrainte de publier en octobre 2022 les indices de position sociale (IPS) des collèges et écoles élémentaires, un outil statistique élaboré par l’éducation nationale en 2016  permettant de définir le profil social des établissements, à partir de la catégorie socioprofessionnelle des deux parents. Selon Le Monde à partir de l’analyse de ces IPS, la carte de l’éducation prioritaire, révisée pour la dernière fois en 2014, exclurait certains des collèges les plus défavorisés. Aucun collège du Loiret ne serait toutefois concerné.

### Sections internationales
Les sections internationales ont pour objectifs de faciliter l'accueil et l'intégration d'élèves étrangers dans le système scolaire français et leur éventuel retour dans leur système d'origine, permettre aux élèves français de pratiquer une langue étrangère de manière approfondie et favoriser la transmission des patrimoines culturels des pays concernés. Les élèves des classes de troisième des sections internationales de collège peuvent se présenter à la mention "série collège, option internationale" du diplôme national du brevet. Un seul collège dans le Loiret dispose d’une section internationale britannique : le collège Dunois à Orléans.

## Collèges publics

### Glossaire des indicateurs

#### Nom et code RNE
Chaque établissement scolaire (écoles, collèges, lycées, CFA, enseignement supérieur, public ou privé) possède un nom et un code unique inscrit dans le répertoire national des établissements (RNE). On appelle ce code unique UAI pour Unité Administrative Immatriculée : il concerne 135 000 établissements. Chaque établissement scolaire bénéficie d’un code UAI (RNE) composé de 7 chiffres et d’une lettre.

#### Sectorisation
En vertu de l’article D 211-11 du Code de l’éducation : les collèges et les lycées accueillent les élèves résidant dans leur zone de desserte. L’ensemble de ces zones constitue la carte scolaire.

### Collèges publics ouverts
58 collèges publics sont ouverts dans le Loiret en 2023. Certains élèves du Loiret sont toutefois rattachés à des collèges situés hors département : les collèges Alexandre Dethou à Bléneau (89), Jean-Rostand à Lamotte-Beuvron (41) et René Cassin à Ouzouer-le-Marché (41).
| N° | Nom Code UAI (ex-RNE)                            | Commune                                              | Sectorisation (en 2019) | Sectorisation (en 2019)  | Ouvert en                  | Capacité | Effectifs 2018-2019      |
| N° | Nom Code UAI (ex-RNE)                            | Commune                                              | Carte du secteur        | Lycée du secteur         | Ouvert en                  | Capacité | Effectifs 2018-2019      |
| -- | ------------------------------------------------ | ---------------------------------------------------- | ----------------------- | ------------------------ | -------------------------- | -------- | ------------------------ |
| 1  | Collège Robert Schumann (0450937Z)               | Amilly                                               |                         | Lycée en Forêt           | 1971 reconstruit en 2005   | 1000     | 796 (dont 61 en SEGPA)   |
| 2  | Collège Jean Moulin (0450003J)                   | Artenay                                              |                         | Lycée Pothier            | 1965                       |          | 447                      |
| 3  | Collège Louis-Joseph Soulas (0450004K)           | Bazoches-les-Gallerandes                             |                         | Lycée Duhamel du Monceau | 1960                       |          | 42                       |
| 4  | Collège Robert Goupil (0450005L)                 | Beaugency                                            |                         | Lycée François Villon    | 1965                       |          | 631                      |
| 5  | Collège Frédéric Bazille (0450006M)              | Beaune-la-Rolande                                    |                         | Lycée Duhamel du Monceau | 1965                       |          | 613                      |
| 6  | Collège Charles Desvergnes (0450007N)            | Bellegarde                                           |                         | Lycée en Forêt           | 1965                       |          | 399 (dont 55 en SEGPA)   |
| 7  | Collège Albert Camus (0450008P)                  | Briare                                               |                         | Lycée Bernard Palissy    | 1965                       |          | 417 (dont 32 en SEGPA)   |
| 8  | Collège Pablo Picasso (0451148D)                 | Châlette-sur-Loing                                   |                         | Lycée Durzy              | 1975                       |          |                          |
| 9  | Collège Paul Éluard (0450840U)                   | Châlette-sur-Loing                                   |                         | Lycée Durzy              | 1970, reconstruit en 2003) | 800      | 778 (dont 90 en SEGPA)   |
| 10 | Collège de la Vallée de l'Ouanne (0451107J)      | Château-Renard                                       |                         | Lycée en Forêt           | 1974                       |          | 418                      |
| 11 | Collège Jean Joudiou (0450783G)                  | Châteauneuf-sur-Loire                                |                         | Lycée Jacques Monod      | 1968                       |          | 701                      |
| 12 | Collège Pierre Dezarnaulds (0450017Z)            | Châtillon-sur-Loire                                  |                         | Lycée Bernard Palissy    | 1965                       |          | 327                      |
| 13 | Collège Pierre Mendès France (0451365P)          | Chécy                                                |                         | Lycée Jacques Monod      | 1982                       |          | 577                      |
| 14 | Collège Jacques de Tristan (0451434P)            | Cléry-Saint-André                                    |                         | Lycée François Villon    | 1986                       |          | 397                      |
| 15 | Collège Aristide Bruant (0451173F)               | Courtenay                                            |                         | Lycée en Forêt           | 1976                       |          | 562                      |
| 16 | Collège des Grandes plaines (0451787Y)           | Dadonville                                           |                         |                          | 2021                       | 1100     |                          |
| 17 | Collège Pierre Auguste Renoir (0450022E)         | Ferrières-en-Gâtinais                                |                         | Lycée Durzy              | 1965                       |          | 68                       |
| 18 | Collège Condorcet (0450784H)                     | Fleury-les-Aubrais                                   |                         | Lycée Benjamin Franklin  | 1968                       | 900      | 746 (dont 49 en SEGPA)   |
| 19 | Collège André Chêne (0451544J)                   | Fleury-les-Aubrais                                   |                         | Lycée Benjamin Franklin  | 1995                       |          | 633                      |
| 20 | Collège Jean Mermoz (0451450G)                   | Gien                                                 |                         | Lycée Bernard Palissy    | 1977                       |          | 330                      |
| 21 | Collège Ernest Bildstein (0451245J)              | Gien                                                 |                         | Lycée Bernard Palissy    | 1977                       | 500      | 442                      |
| 22 | Collège Montabuzard (0451068S)                   | Ingré                                                |                         | Lycée Maurice Genevoix   | 1973                       |          | 834                      |
| 23 | Collège Le Clos Ferbois (0451069T)               | Jargeau 47° 51′ 44″ nord, 2° 07′ 14″ est             |                         | Lycée Voltaire           | 1973                       |          | 552                      |
| 24 | Collège Louis Pasteur (0451035F)                 | La Chapelle-Saint-Mesmin                             |                         | Lycée Maurice Genevoix   | 1972                       |          | 558                      |
| 25 | Collège du Pré des Rois (0450023F)               | La Ferté-Saint-Aubin                                 |                         | Lycée Voltaire           | 1965                       |          | 582                      |
| 26 | Collège Geneviève de Gaulle-Anthonioz (0451608D) | Les Bordes                                           |                         | Lycée Bernard Palissy    | 2000                       | 500      | 495                      |
| 27 | Collège Guillaume de Lorris (0450034T)           | Lorris                                               |                         | Lycée Bernard Palissy    | 1965                       |          | 458                      |
| 28 | Collège Gutenberg (0450787L)                     | Le Malesherbois                                      |                         | Lycée Duhamel du Monceau | 1968                       |          | 597                      |
| 29 | Collège Gaston Couté (0450038X)                  | Meung-sur-Loire                                      |                         | Lycée François Villon    | 1965                       |          | 473 (dont 32 en SEGPA)   |
| 30 | Collège Le Grand Clos (0450789N)                 | Montargis                                            |                         | Lycée en Forêt           | 1969                       | 600      | 338                      |
| 31 | Collège du Chinchon (0450041A)                   | Montargis                                            |                         | Lycée Durzy              | 1965                       |          | 357                      |
| 32 | Collège Léon Delagrange (0450045E)               | Neuville-aux-Bois                                    |                         | Lycée Benjamin Franklin  | 1965                       |          | 571 (dont 39 en SEGPA)   |
| 33 | Collège Clos de l'Orbellière (0451499K)          | Olivet                                               |                         | Lycée Charles Péguy      | 1993                       |          | 517                      |
| 34 | Collège Charles Rivière (0450047G)               | Olivet                                               |                         | Lycée Charles Péguy      | 1967                       | 650      | 655                      |
| 35 | Collège Jeanne d'Arc (0450785J)                  | Orléans                                              |                         | Lycée Jean Zay           | 1968                       |          | 680                      |
| 36 | Collège Étienne Dolet (0450055R)                 | Orléans 47° 53′ 02″ nord, 1° 54′ 21″ est             |                         | Lycée Charles Péguy      | 1965                       |          | 534 (dont 52 en SEGPA)   |
| 37 | Collège Jean Dunois (0450053N)                   | Orléans                                              |                         | Lycée Pothier            | 1965                       |          | 575 (dont 29 en SEGPA)   |
| 38 | Collège Alain-Fournier (0450939B)                | Orléans                                              |                         | Lycée Voltaire           | 1971                       | 600      | 501                      |
| 39 | Collège Montesquieu (0451070U)                   | Orléans                                              |                         | Lycée Voltaire           | 1973                       |          | 526 (dont 52 en SEGPA)   |
| 40 | Collège Jean Pelletier (0451421A)                | Orléans                                              |                         | Lycée Benjamin Franklin  | 1985                       |          | 587                      |
| 41 | Collège Jean Rostand (0450936Y)                  | Orléans                                              |                         | Lycée Benjamin Franklin  | 1971                       |          | 449 (dont 25 en SEGPA)   |
| 42 | Collège Alfred de Musset (0450061X)              | Patay                                                |                         | Lycée Maurice Genevoix   | 1965                       |          | 446                      |
| 43 | Collège Denis Poisson (0451244H)                 | Pithiviers                                           |                         | Lycée Duhamel du Monceau |                            |          | 1024 (dont 105 en SEGPA) |
| 44 | Collège Les Clorisseaux (0451286D)               | Poilly-lez-Gien                                      |                         | Lycée Bernard Palissy    | 1978                       |          | 451 (dont 55 en SEGPA)   |
| 45 | Collège Nelson Mandela (0451719Z)                | Saint-Ay                                             |                         | Lycée Maurice Genevoix   | 2013                       |          | 414                      |
| 46 | Collège Victor Hugo (0450063Z)                   | Puiseaux                                             |                         | Lycée Duhamel du Monceau | 1965                       |          | 490                      |
| 47 | Collège Val-de-Loire (0451660K)                  | Saint-Denis-en-Val                                   |                         | Lycée Jean Zay           | 2005                       | 550      | 499                      |
| 48 | Collège Pierre de Coubertin (0451072W)           | Saint-Jean-de-Braye                                  |                         | Lycée Jacques Monod      | 1973                       |          | 884 (dont 62 en SEGPA)   |
| 49 | Collège Antoine de Saint-Exupéry (0450839T)      | Saint-Jean-de-Braye 47° 54′ 44″ nord, 1° 57′ 45″ est |                         | Lycée Jacques Monod      | 1970                       |          | 595                      |
| 50 | Collège André Malraux (0451241E)                 | Saint-Jean-de-la-Ruelle                              |                         | Lycée Jean Zay           | 1977                       |          | 376 (dont 48 en SEGPA)   |
| 51 | Collège Max Jacob (0450069F)                     | Saint-Jean-de-la-Ruelle                              |                         | Lycée Jean Zay           | 1965                       |          | 458                      |
| 52 | Collège Jacques Prévert (0451074Y)               | Saint-Jean-le-Blanc 47° 53′ 02″ nord, 1° 56′ 11″ est |                         | Lycée Jean Zay           | 1965                       |          | 463                      |
| 53 | Collège Henri Becquerel (0450016Y)               | Sainte-Geneviève-des-Bois                            |                         | Lycée Bernard Palissy    | 1965, reconstruit en 2011  |          | 484                      |
| 54 | Collège Montjoie (0451038J)                      | Saran                                                |                         | Lycée Maurice Genevoix   | 1972                       | 500      | 495                      |
| 55 | Collège Maximilien de Sully (0450790P)           | Sully-sur-Loire                                      |                         | Lycée Bernard Palissy    | 1969                       |          | 484                      |
| 56 | Collège La Sologne (0451449F)                    | Tigy 47° 47′ 35″ nord, 2° 12′ 03″ est                |                         | Lycée Voltaire           | 1988                       |          | 432                      |
| 57 | Collège de La Forêt (0451443Z)                   | Trainou                                              |                         | Lycée Jacques Monod      | 1987                       |          | 689                      |
| 58 | Collège Lucie Aubrac (0451665R)                  | Villemandeur                                         |                         | Lycée Durzy              | 2008                       |          | 577                      |

## Collèges privés
12 collèges privés sont activités dans le Loiret en 2023.
| N° | Nom N° RNE                                            | Ville                  | Ouvert en | Effectifs 2018-2019 |   |                                        |           |  |     |
| -- | ----------------------------------------------------- | ---------------------- | --------- | ------------------- | - | -------------------------------------- | --------- |  | --- |
| N° | Nom N° RNE                                            | Ville                  | Ouvert en | Effectifs 2018-2019 | 1 | Collège Maîtrise Notre-Dame (0450479B) | Beaugency |  | 210 |
| 2  | Collège Saint-François de Sales (0451331C)            | Gien                   | 1804      | 316                 |   |                                        |           |  |     |
| 3  | Collège Saint-Louis (0451330B)                        | Montargis              |           | 177                 |   |                                        |           |  |     |
| 4  | Collège La Providence (0450118J)                      | Olivet                 |           | 467                 |   |                                        |           |  |     |
| 5  | Collège Assomption-Saint Marc-Saint-Aignan (0450109Z) | Orléans                |           | 429                 |   |                                        |           |  |     |
| 6  | Collège Saint Charles (0451329A)                      | Orléans                |           | 487                 |   |                                        |           |  |     |
| 7  | Collège Sainte Croix-Saint Euverte (0451334F)         | Orléans                |           | 864                 |   |                                        |           |  |     |
| 8  | Collège Saint Paul-Bourdon-Blanc (0451333E)           | Orléans                |           | 472                 |   |                                        |           |  |     |
| 9  | Collège La Croix Saint Marceau (0451316L)             | Orléans                |           | 4189                |   |                                        |           |  |     |
| 10 | Collège Saint Grégoire (0451332D)                     | Pithiviers             |           | 273                 |   |                                        |           |  |     |
| 11 | Collège Saint Joseph (0450123P)                       | Saint-Benoît-sur-Loire |           | 222                 |   |                                        |           |  |     |
| 12 | Collège Maîtrise Notre-Dame (0451735S)                | Meung-sur-Loire        |           | 215                 |   |                                        |           |  |     |